# Liste des stations de radio en Estonie
Cet article présente une liste des stations de radio en Estonie.

## Stations de radio nationales

### Publiques

#### Eesti Rahvusringhääling

##### Stations de radioestonophones
- Vikerradio
- Radio 2
- Klassikaradio
- Radio Tallinn

##### Stations de radiorussophones
- Радио 4

### Privées

#### Sky Media Group(en)

##### Stations de radio estonophones
- Sky Plus (en)
- NRJ FM (et) (anciennement Energy FM)
- Retro FM (et) (anciennement Radio 3)
- Rock FM (et) (anciennement Radio Mania)

##### Stations de radio russophones
- Скай Радио
- Russkoie Radio

#### Trio LSL Raadiogrupp

##### Stations de radio estonophones
- MyHits (et) (anciennement Radio Uuno)
- Radio Kuku
- Raadio Elmar (et)
- Spin FM (et)
- Radio Duo

##### Stations de radio russophones
- Народное Радио (anciennement Radio 100 FM)
- ДФМ (anciennement Ууно Плюс)

#### MTG Group

##### Stations de radioestonophones
- Power Hit Radio (en)
- Star FM (et)
- Star FM Eesti (et)

##### Stations de radiorussophones
- Star FM Plus (et)

#### Autres stations de radio

##### Stations de radioestonophones
- Relax FM (et) (anciennement Radio HIT FM)
- Radio 7
- Radio Kadi
- Kuma Radio
- Ring FM (et)
- Ruut FM (et)
- Radio Marta
- Sun FM (et)
- Tre Radio

##### Stations de radiorussophones
- Umor FM (ru) (anciennement Еуро ФМ)

## Stations de radio régionales

### Stations de radioestonophones
- Nõmme Radio
- Kuressaare Pereradio
- Tartu Pereradio
- Tartu Kuku
- Radio Viru
- Radio Pärnu

### Stations de radiorussophones
- Тартуское Семейное Радио
- Нарваское Семейное Радио